# Carrer de Fontanella (Olot)
El Carrer de Fontanella és un vial de la ciutat d'Olot (Garrotxa) amb un conjunt d'edificis que presenten una gran homogeneïtat respecte de la tipologia dels seus components, així com les característiques de la seva formalització arquitectònica en la que combinen expressions noucentistes amb un tractament general eclèctic propi de finals del segle xix i primers del segle xx. A destacar l'edifici noucentista número 10 amb fitxa individual, el vestíbul del número 14 amb un interessant treball a la barana de l'escala i el tractament decorat amb rajoles de les parets. Can Llosas, al número 20, una mostra molt singular de finals del segle xix, amb façanes molt decorades, tant amb elements classicistes com neogòtics.